# Iglesia de San Ildefonso y Santo Tomás de Villanueva
La iglesia de San Ildefonso y Santo Tomás de Villanueva es una iglesia de Roma, en el distrito de Colonna, ubicada en la via Sistina.
Fue construida en el siglo XVII, para la Orden de Agustinos Recoletos, una escisión de la Orden de San Agustín fundada en España inspirada por fray Luis de León, y está dedicada por ese motivo a dos santos españoles, San Ildefonso de Toledo (607-667) y Santo Tomás de Villanueva (1488-1555). La fachada, de estilo barroco, es obra de Francesco Ferrari y data de 1725. Durante la ocupación francesa de Roma, entre finales del siglo XVIII y principios del XIX, la iglesia quedó en ruinas y fue desacralizada. Posteriormente fue reabierta al culto que continúa a día de hoy. En su interior se puede admirar la escultura Adoración de los Pastores, obra de Francesco Grassia de 1670.

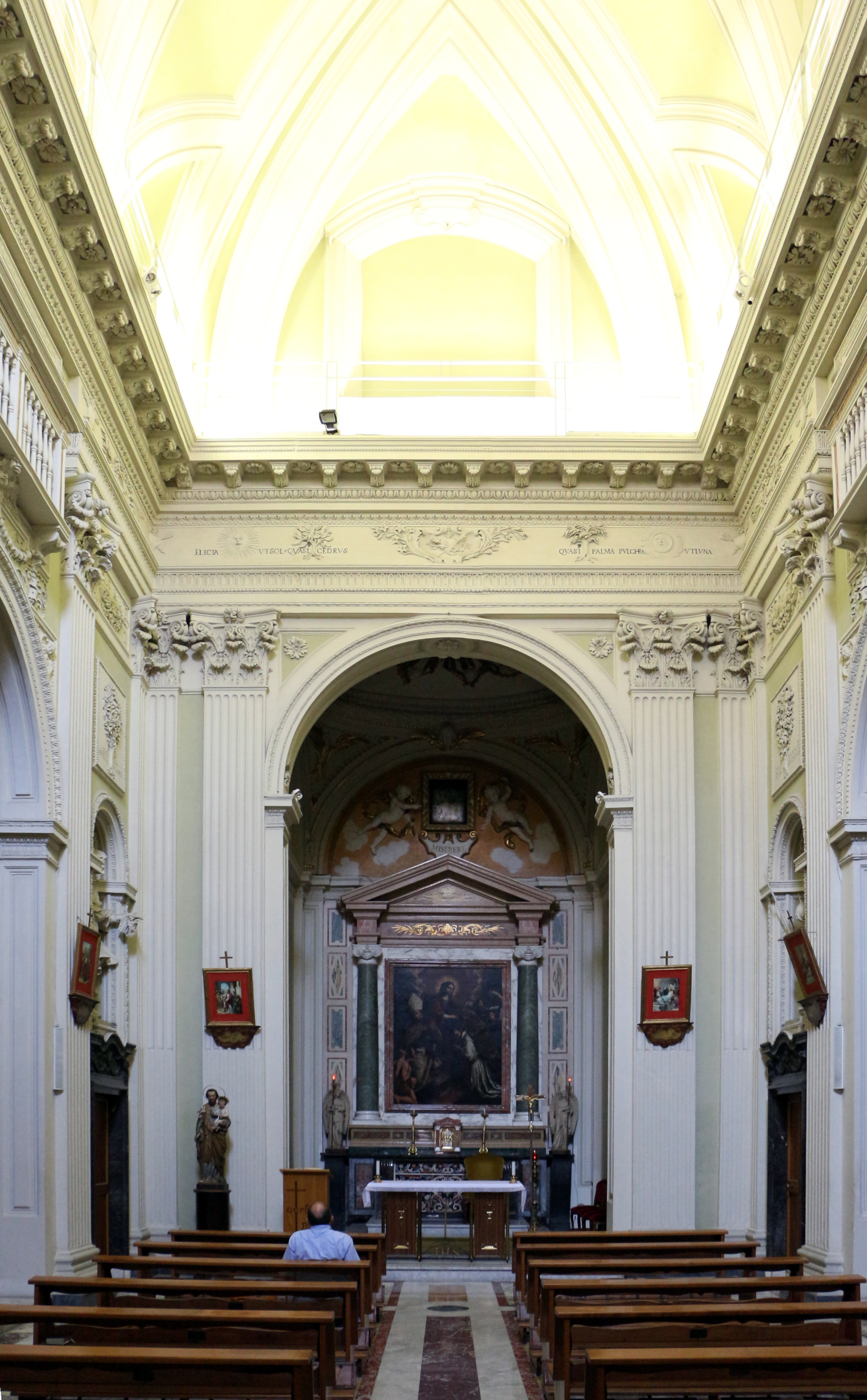
El interior